# Zenithoptera lanei
Zenithoptera lanei is een libellensoort uit de familie van de korenbouten (Libellulidae), onderorde echte libellen (Anisoptera).
De wetenschappelijke naam Zenithoptera lanei is voor het eerst geldig gepubliceerd in 1941 door Santos.